# The Power of Print
The Power of Print è un cortometraggio muto del 1914 diretto e interpretato da Charles Dudley. Fu l'unico film diretto da Dudley, un attore che, nella sua carriera, interpretò sessanta pellicole.

## Produzione
Il film fu prodotto dalla Balboa Amusement Producing Company. Venne girato a Long Beach, in California, cittadina californiana dove la casa di produzione aveva la sua sede.

## Distribuzione
Distribuito dalla General Film Company, il film - un cortometraggio in due bobine - uscì nelle sale cinematografiche statunitensi il 29 gennaio 1914. Nelle proiezioni, veniva programmato con il sistema dello split reel, accorpato in un'unica bobina con un altro cortometraggio, prodotto dalla Pathé Frères, il documentario Seringapatam, Southern India.